# Toos Beumer
Pour les articles homonymes, voir Beumer.
Toos Beumer est une nageuse néerlandaise née le 5 juillet 1947 à Koog aan de Zaan.

## Biographie
Toos Beumer dispute l'épreuve du 4 × 100 m nage libre aux Jeux olympiques d'été de 1964 de Tokyo aux côtés de Pauline van der Wildt, Erica Terpstra et Winnie van Weerdenburg et remporte la médaille de bronze.

## Palmarès

### Championnats d'Europe
- Championnats d'Europe 1966 à Utrecht (Pays-Bas)
  -  Médaille d'or du relais 4 × 100 m 4 nages
  -  Médaille de bronze du relais 4 × 100 m nage libre